# Gianni Mantesi
Gianni Mantesi, nome d'arte di Giovan Battista Marchesini (Roma, 8 dicembre 1924 – Milano, 11 settembre 2014), è stato un attore, doppiatore e regista teatrale italiano.

## Biografia
Gianni Mantesi nasce in una famiglia dalla lunga tradizione teatrale. Laureato in Lettere, amico di Luca Canali, si diploma in recitazione all'Accademia nazionale d'arte drammatica di Roma, dove affronta le prime esperienze teatrali con Giulietta Masina e Anna Proclemer. Viene quindi ingaggiato dalla compagnia di Ruggero Ruggeri. Comincia così una lunga carriera teatrale che durerà oltre un sessantennio, facendo parte di molte delle principali compagnie teatrali italiane, sempre con ruoli di rilievo. Dal 1949 è presenza stabile nei cartelloni del Piccolo Teatro di Milano, diretto da Giorgio Strehler, per cui recita in numerosi spettacoli, fino alle oltre 600 repliche de Il campiello.
Lavora anche con i teatri Stabile di Torino, Trieste, Genova e con la compagnia di Anna Magnani, con la compagnia Buazzelli-Volonghi-Lionello e con Franco Parenti. È nel cast principale in produzioni dirette dai registi Luchino Visconti, Franco Zeffirelli, Gianfranco De Bosio e Massimo Castri.
Si occupa anche di doppiaggio, dando voce al dr. Quincy interpretato da Jack Klugman nell'omonima serie televisiva, rivestendo anche il ruolo di direttore del doppiaggio. Doppiò anche il barbuto burbero maestro Mack in Siamo fatti così.
Firma la regia di alcuni spettacoli teatrali e si occupa di insegnamento delle tecniche teatrali e di recitazione.

## Vita privata
Dal 1952 fino alla morte fu spostato con l'attrice e doppiatrice Grazia Migneco. Dalla loro unione è nato lo scrittore e drammaturgo Luca Marchesini.

## Teatrografia parziale

### Attore
- Riccardo III di William Shakespeare, regia di Giorgio Strehler, Piccolo Teatro di Milano (1950)
- Le notti dell'ira di Armand Salacrou, regia di Giorgio Strehler, Piccolo Teatro di Milano
- I giacobini di Federico Zardi, regia di Giorgio Strehler, Piccolo Teatro di Milano
- La morte di Danton di Georg Büchner, regia di Giorgio Strehler, Piccolo Teatro di Milano
- Il campiello di Carlo Goldoni, regia di Giorgio Strehler, Piccolo Teatro di Milano (dal 1975 fino al 1993)
- Un tram che si chiama Desiderio di Tennessee Williams, regia di Luchino Visconti, Teatro Nuovo di Milano (1951)
- La lupa da Giovanni Verga, regia di Franco Zeffirelli, Teatro della Pergola di Firenze (1965)
- L'istruttoria di Peter Weiss (1967)
- Ambleto di Giovanni Testori, regia di Andrée Ruth Shammah, Salone Pier Lombardo di Milano (1973)
- George Dandin o il marito confuso di Molière, regia di Franco Parenti, Salone Pier Lombardo di Milano (1973)
- Occupazione di Trevor Griffiths, regia di Andrée Ruth Shammah, Teatro Stabile di Torino (1973)
- Il malato immaginario di Molière, regia di Andrée Ruth Shammah, Salone Pier Lombardo di Milano (1980)
- Il silenzio delle parole di Luca Marchesini, regia di Lamberto Puggelli, Milano: Spazio Zazie (1999) e Teatro Franco Parenti (2001)
- Lo strano sogno di Solly Solisar di Luca Marchesini, regia di Marco Rampoldi, Spazio Zazie di Milano (2005)

### Regista
- La guerra di Troia non si farà di Jean Giraudoux (1985)
- Avevo più stima dell'idrogeno di Carlo Terron, Salone Pier Lombardo di Milano (1989)
- Fede o della perversione matrimoniale di Dacia Maraini (1989)
- Gigi di Colette (1990)
- I giorni della vita di William Saroyan, Spazio Più di Milano (1991)
- Mister O di Glauco Di Salle, Spazio Sipario di Milano (1991)
- Colombe di Jean Anouilh, Spazio Più di Milano (1992)
- Una coppia di single di Carlo Terron (1992)
- Lui, lei e... io n'esco, da Eugène Ionesco, Spazio Sipario di Milano (1996)
- Quando si era bambini, qualche volta di Luca Marchesini, Teatro Out Off di Milano (1996)
- Eva & Adamo, pubblica lettura dei loro diari di Mark Twain, Spazio Zazie di Milano (2000)
- Corruzione al Palazzo di giustizia di Ugo Betti, Spazio Zazie di Milano (2003)
- Ritratto di donne in blues, Spazio Zazie di  Milano (2004)
- Il sano immaginario, da Jules Romains, Teatro della Memoria di Milano (2005)
- Caro bugiardo di Jerome Kilty, Teatro della Memoria di Milano (2005)
- Sei personaggi in cerca d'autore di Luigi Pirandello, Spazio Zazie di Milano (2007)

## Filmografia

### Cinema
- Un uomo, una città, regia di Romolo Guerrieri (1974)
- Nella città perduta di Sarzana, regia di Luigi Faccini (1980)

### Televisione
- La donna di garbo di Carlo Goldoni, regia di Carlo Lodovici, trasmessa il 7 novembre 1954.
- Un istante prima, regia di Alessandro Fersen, trasmessa il 14 aprile 1959.
- La freccia nera, regia di Anton Giulio Majano – sceneggiato televisivo (1968)
- Racconti del cinquantenario della vittoria 1915-1918 (1968)
- Giocando a golf una mattina, regia di Daniele D'Anza – sceneggiato televisivo (1969)
- I giovedì della signora Giulia, regia di Paolo Nuzzi e Massimo Scaglione – miniserie TV (1970)
- E le stelle stanno a guardare, regia di Anton Giulio Majano – miniserie TV (1971)
- Epitaffio per George Dillon, regia di Fulvio Tolusso, trasmessa sul Secondo Programma il 7 maggio 1971.
- I Buddenbrook, regia di Edmo Fenoglio – sceneggiato televisivo (1971)
- Albert Einstein di Massimo Scaglione (1975)
- Il terzo invitato, regia di Vittorio Barino, con il co-autore giallista Franco Enna, prodotto e trasmesso da RSI LA1, la TV della Svizzera italiana, dal 19 dicembre 1976 al 9 gennaio 1977, poi trasmesso in 4 puntate su Rete 1 dal 30 agosto al 29 settembre 1977.
- Che fare?, regia di Gianni Serra – miniserie TV (1979)
- L'elemento D, regia di Vittorio Barino - miniserie TV (1981)
- L'Ambleto di Giovanni Testori, regia di Andrée Ruth Shammah (1981)
- La biondina, regia di Andrea e Antonio Frazzi – miniserie TV (1982)
- Casa Vianello – sitcom (1988)
- Cristina, l'Europa siamo noi – serie TV (1991)

## Doppiaggio

### Film
- Kevin McCarthy in La famiglia Addams si riunisce
- Albert Delpy in Riunione di condominio
- Charley Grapewin in Il mago di Oz (ed. 1985)

### Televisione
- Jack Klugman in Quincy
- Maurie Fields in Dottori con le ali
- Wolfgang Völz in Le fantastiche avventure dell'astronave Orion

### Film d'animazione
- Ando Shozan in La spada dei Kamui
- Prof. Dekro in Le ali di Honneamise

### Cartoni animati
- Zio Chuck in Sonic
- Mago Lungabarba in Where's Wally?
- Nonno in Anthony - Formidabile formica
- Re di Lilliput in I viaggi di Gulliver
- Tin Jin in 3x3 occhi
- Kageyama in Super Atragon
- Kornell in Orguss 02
- Maestro in C'era una volta... l'uomo (ridoppiaggio) e Siamo fatti così